# Vallerano (Roma)
Vallerano è la venticinquesima zona di Roma nell'Agro romano, indicata con Z. XXV.
Il toponimo indica anche una frazione di Roma Capitale.

## Storia
Anticamente il territorio apparteneva alla famiglia romana dei Valerii, da cui l'antico "fundus Valerianus".
La prima notizia del fondo denominato Balirano fuori Porta San Paolo, del quale uno dei confini era il rivo che proveniva da Albano, risale all'XI secolo quando nel 1038 il giudice dativo Gregorio ne fa dono per la metà al primicerio Benedetto. Successivamente nei secoli XIII e XIV risulta appartenere al monastero di S. Alessio all'Aventino. Nel 1396 per poter riacquistare il castello di Ardea viene venduto per metà dall'abbazia di San Paolo fuori le mura a Onofrio de' Capizucchi.
Il fondo subì nel tempo riunificazioni, appartenendo per intero all'ospedale di San Salvatore al Sancta Sanctorum, e divisioni appartenendo alle famiglie Cavalieri e Maddaleni nel XVII secolo e dei Massimo, dei Ricci e dei Capranica nel XVIII secolo.

## Geografia fisica

### Territorio
Si trova nell'area sud della città, a ridosso ed esternamente al Grande Raccordo Anulare, fra la via Pontina a ovest e la via Laurentina a est.
La zona è attraversata dal fosso Vallerano, affluente di sinistra del Tevere proveniente da Albano, a cui si unisce il fosso della Cecchignola, e confina:
- a nord con la zona Z. XXIV Fonte Ostiense[4]
- a est con la zona Z. XXIII Castel di Leva[5]
- a sud con la zona Z. XXVI Castel di Decima[6]
- a ovest con la zona Z. XXVIII Tor de' Cenci[7]

## Monumenti e luoghi d'interesse

### Architetture civili
- Casale di Vallerano, su vicolo del Casale di Vallerano. Casale del XVII secolo. 41.797457°N 12.473318°E

### Architetture religiose
- Chiesa Madonna del Rosario, su via Laurentina. Cappella del XX secolo. 41.787606°N 12.480917°E

Cappella in stile neogotico. Luogo sussidiario di culto della parrocchia Gesù Divin Salvatore.

### Siti archeologici
- Torre di Vallerano, su via Luigi Chiarini. Torre del XIV secolo. 41.79414°N 12.465114°E
- Area archeologica di Vallerano

## Geografia antropica

### Urbanistica
Nel territorio di Vallerano si estende la sezione ovest della zona urbanistica 12H Vallerano-Castel di Leva.

### Suddivisioni storiche
Del territorio di Vallerano fa parte la frazione omonima e i toponimi di Valleranello e Valle di Perna.

### Odonimia
Le strade di Vallerano sono dedicate essenzialmente ad artisti dello spettacolo, sia italiani sia stranieri.

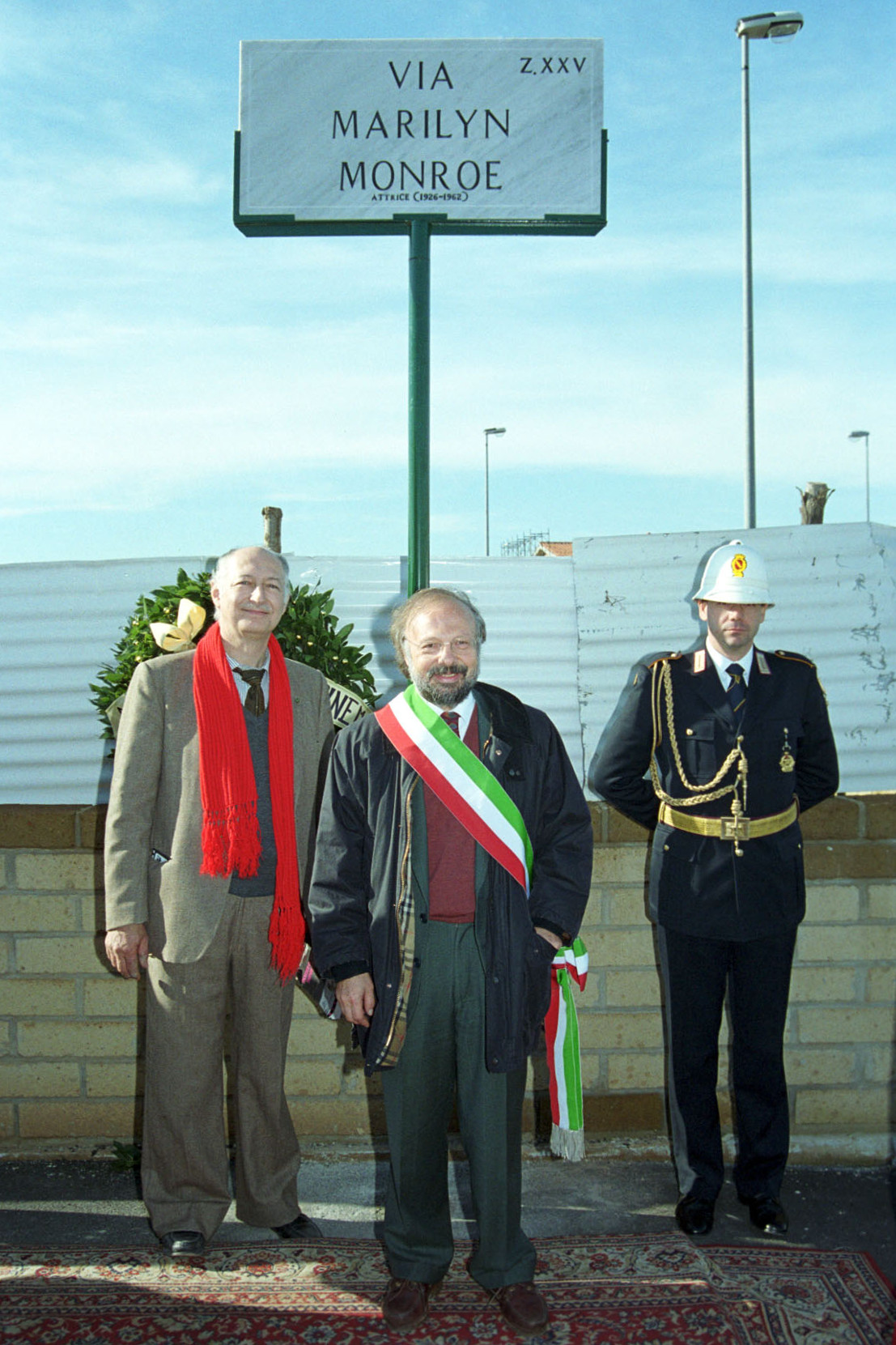
L'assessore alla Cultura Gianni Borgna inaugura via Marilyn Monroe a Vallerano (2000).